# That's What Little Girls Are Made Of
"That's What Little Girls Are Made Of" é o primeiro single da cantora e atriz Raven-Symoné de seu primeiro álbum Here's to New Dreams, com participação da cantora rapper Missy Elliott. A música foi escrita e produzida por Missy Elliott, mais foi assinada como Melissa Elliott. Esse é um dos maiores singles da Raven.

## Faixas
- Ep[1]

1. "That's What Little Girls Are Made Of" (Extended Dub Remix) - 5:25
2. "That's What Little Girls Are Made Of" (Bogle Mix) - 3:52
3. "That's What Little Girls Are Made Of" (Raggamuffin Dub Semi-Instrumental) - 3:56

- Ep, Promo[2]

1. "That's What Little Girls Are Made Of" (Album Version) - 5:25
2. "That's What Little Girls Are Made Of" (Album Dub Version) - 3:52
3. "That's What Little Girls Are Made Of" (Dub Remix Radio Edit) - 5:28
4. "That's What Little Girls Are Made Of" (Boogie Mix) - 3:52
5. "That's What Little Girls Are Made Of" (Extended Dub Instrumental) - 5:27
6. "That's What Little Girls Are Made Of" (Raggamuffin Dub Semi-instrumental) - 3:56

## Desempenho nas paradas
| Gráfico (1993)                     | Melhor posição |
| ---------------------------------- | -------------- |
| Estados Unidos - Billboard Hot 100 | 68             |